# Den legendariske saga om Olav den Hellige
Den legendariske saga om Olav den hellige, norrønt Helgisaga Óláfs konungs Haraldssonar er en af kongesagaerne, en helgenbiografi fra 1200-tallet om Olav den Hellige fra 1000-tallet. Helgenbiografien om Olav adskiller sig fra den traditionelle kirkelige legenden ved at den fremhæver religionshistoriske og kongeideologiske aspekter ved Olavs hellighed.
Værket er i høj grad baseret baseret på den i dag stort set tabte Den ældste saga om Olav den Hellige. Kompositionen eller sammensætningen af teksten er meget primitiv og klodset, og sagaen består i princippet af en række adskilte anekdoter som er afledet fra skjaldekvad.
Centralt i sagaen står Olavs kristuslignende martyrdød. Sagaens skildringer af Olavs kamp og død under slaget ved Stiklestad i 1030 ses på som en parallel til Kristi offerdød på korset på Golgata. Både Den legendariske saga og Flateyjarbóks Olavs saga understreger Olavs Kristus-likhet i den grad at han næsten fremstår som en norrøn kristusfigur.
Religionshistorikeren Gunnhild Røthe har i doktorafhandlingen Helt, konge og helgen peget på den dommedagsstemning som præger fortællingen om slaget ved Stiklestad. Kongens død bliver beskrevet som en kosmisk katastrofe. Fortællingen peger dels bagud mod før-kristne tanker om verdens undergang, og dels mod kristne apokalyptiske forestillinger. Sagaens afbidling af Olav som kriger kan ses både i lys af det før-kristne norrøne krigerideal og middelalderens korsfarerideal.
Den anonyme forfatter kan have været norsk, og sagaen har trønderske måltræk. Den er bevaret i et enkelt norsk manuskript fra midten af 1200-tallet. Antagelig blev det forfattet tidligt i 1200-tallet, muligvis på Island. Snorre Sturlason kendte antageligvis til dette værket eller et tilsvarende, da han skrev sin første saga om Olav den hellige, og derefter hovedværket som dominerer i Heimskringla. For Snorre var det derimod vigtig at skille det legendariske stof fra det historiske.